# AZ Picerno 2023-2024
Questa voce raccoglie le informazioni riguardanti l'AZ Picerno nelle competizioni ufficiali della stagione 2023-2024.

## Divise e sponsor
Il fornitore tecnico per la stagione 2023-2024 è Givova.
| Casa | Trasferta |

## Organigramma societario
Tratto dal sito ufficiale.
Area direttiva
- Presidente: Donato Curcio
- Vice presidente: Gianvito Curcio
- Direttore generale: Vincenzo Greco[3][4]

Area organizzativa
- Team manager: Roberto Franzese

Area comunicazione
- Responsabile: Giovanni Caporale

Area sanitaria
- Responsabile: Dott. Michele Canadeo
- Medici sociali: Dott. Antonio Marsico, Dott.sa Lucia Damone, Dott. Giuseppe Caggiano, Dott. Aniello Gonnella
- Fisioterapisti: Savino Carovigno, Davide Di Biase, Francesco Lomuto, Antonio Di Taranto, Giuseppe Triunfo

Area tecnica
- Allenatore: Emilio Longo
- Allenatore in seconda: Vincenzo Migliaccio
- Collaboratore tecnico: Giuseppe Longo
- Match analyst: Stefano Corno
- Preparatore atletico: Francesco Negro
- Preparatore dei portieri: Antonio Clementelli

Area marketing
- Responsabile marketing e Social manager: Rocco Galasso

## Rosa
| N. |                   | Ruolo | Calciatore                    |
| -- | ----------------- | ----- | ----------------------------- |
| 1  | Italia (bandiera) | P     | Davide Merelli                |
| 2  | Italia (bandiera) | D     | Gabriele Pagliai              |
| 4  | Italia (bandiera) | C     | Alberto De Cristofaro         |
| 5  | Italia (bandiera) | C     | Francesco Pitarresi           |
| 6  | Italia (bandiera) | D     | Andrea Allegretto             |
| 7  | Italia (bandiera) | A     | Tommaso Ceccarelli            |
| 8  | Italia (bandiera) | C     | Andrea Gallo                  |
| 9  | Italia (bandiera) | A     | Jacopo Murano                 |
| 10 | Italia (bandiera) | A     | Pasquale Maiorino             |
| 11 | Italia (bandiera) | A     | Emmanuele Esposito (capitano) |
| 12 | Italia (bandiera) | P     | Andrea Esposito               |
| 13 | Italia (bandiera) | D     | Matteo Gilli                  |
| 16 | Italia (bandiera) | A     | Andrea Santarcangelo          |
| 17 | Italia (bandiera) | C     | Sevo Ciko                     |
| 18 | Spagna (bandiera) | D     | Rubén García                  |

| N. |                      | Ruolo | Calciatore           |
| -- | -------------------- | ----- | -------------------- |
| 19 | Italia (bandiera)    | A     | Francesco Pio Petito |
| 20 | Italia (bandiera)    | D     | Alessandro Albertini |
| 22 | Italia (bandiera)    | P     | Elia Summa           |
| 24 | Croazia (bandiera)   | D     | Eric Biasiol         |
| 25 | Italia (bandiera)    | D     | Walter Guerra        |
| 27 | Italia (bandiera)    | D     | Matteo Savarese      |
| 29 | Senegal (bandiera)   | A     | Abou Diop            |
| 30 | Argentina (bandiera) | C     | Rodrigo De Ciancio   |
| 35 | Italia (bandiera)    | D     | Mattia Novella       |
| 37 | Italia (bandiera)    | A     | Pablo Vitali         |
| 66 | Italia (bandiera)    | D     | Andrea Cadili        |
| 70 | Italia (bandiera)    | A     | Giuseppe D'Agostino  |
| 77 | Italia (bandiera)    | C     | Vittorio Graziani    |
| 89 | Italia (bandiera)    | A     | Diego Albadoro       |

## Calciomercato

### Sessione estiva(dall'1/7 all'1/9)
| Acquisti | Acquisti           | Acquisti           | Acquisti      |
| R.       | Nome               | da                 | Modalità      |
| -------- | ------------------ | ------------------ | ------------- |
| P        | Francesco Cerroni  | Perugia            | fine prestito |
| P        | Andrea Esposito    | Monteruscello      | definitivo    |
| P        | Davide Merelli     | Casatese           | svincolato    |
| P        | Elia Summa         | Trapani            | fine prestito |
| D        | Eric Biasiol       | Giugliano          | svincolato    |
| D        | Matteo Gilli       | Gelbison           | svincolato    |
| D        | Matteo Savarese    | Fasano             | definitivo    |
| C        | Sevo Ciko          | Derthona           | svincolato    |
| C        | Vittorio Graziani  | Gelbison           | svincolato    |
| C        | Rocco Leone        | Molfetta           | fine prestito |
| C        | Pasquale Maiorino  | Virtus Francavilla | definitivo    |
| A        | Tommaso Ceccarelli | Avellino           | definitivo    |
| A        | Jacopo Murano      | Avellino           | definitivo    |
| A        | Pablo Vitali       | Foggia             | svincolato    |

| Cessioni | Cessioni              | Cessioni         | Cessioni      |
| R.       | Nome                  | a                | Modalità      |
| -------- | --------------------- | ---------------- | ------------- |
| P        | Mirko Albertazzi      | Brindisi         | svincolato    |
| P        | Francesco Cerroni     | Vastogirardi     | prestito      |
| P        | Francesco Pio Gammone |                  | svincolato    |
| P        | Matteo Rossi          |                  | svincolato    |
| D        | Lorenzo Gonnelli      | Audace Cerignola | fine prestito |
| D        | Niccolò Monti         | Brindisi         | definitivo    |
| C        | Francesco Dettori     |                  | fine carriera |
| C        | Manuel Ferrani        |                  | svincolato    |
| C        | Rachid Kouda          | Spezia           | definitivo    |
| C        | Rocco Leone           | Oppido           | definitivo    |
| A        | Michele Emmausso      | Team Altamura    | svincolato    |
| A        | Francesco Golfo       | Brindisi         | svincolato    |
| A        | Reginaldo             | Real Casalnuovo  | svincolato    |

### Sessione invernale(dal 2/1 al 31/1)
| Acquisti | Acquisti             | Acquisti     | Acquisti      |
| R.       | Nome                 | da           | Modalità      |
| -------- | -------------------- | ------------ | ------------- |
| P        | Francesco Cerroni    | Vastogirardi | fine prestito |
| D        | Andrea Cadili        | Casertana    | definitivo    |
| C        | Alessandro Albertini | Brindisi     | svincolato    |
| A        | Giuseppe D'Agostino  | Napoli       | prestito      |
| A        | Francesco Pio Petito | Sorrento     | definitivo    |

| Cessioni | Cessioni              | Cessioni  | Cessioni   |
| R.       | Nome                  | a         | Modalità   |
| -------- | --------------------- | --------- | ---------- |
| P        | Francesco Cerroni     | L’Aquila  | definitivo |
| D        | Carmine Setola        |           | svincolato |
| C        | Antonio De Cristofaro | Avellino  | definitivo |
| A        | Abou Diop             | Giugliano | svincolato |

## Risultati

### Serie C

#### Girone di andata
| Arbitro: | Sacchi (Macerata) |

|  |           |          |
|  | Marcatori | 75’ Diop |

| Arbitro: | Costanza (Agrigento) |

|              |           |            |
| Albadoro 14’ | Marcatori | 77’ Cianci |

| Arbitro: | Delrio (Reggio Emilia) |

|                     |           |  |
| Di Carmine 31’, 64’ | Marcatori |  |

| Arbitro: | Leone (Barletta) |

|                                              |           |  |
| Guerra 2’ Diop 48’ Albadoro 58’ Murano 90+3’ | Marcatori |  |

| Arbitro: | De Angeli (Milano) |

|             |           |                     |
| Cocetta 10’ | Marcatori | 5’, 36’, 68’ Murano |

| Arbitro: | Cappai (Cagliari) |

|            |           |             |
| Murano 15’ | Marcatori | 50’ Ravasio |

| Arbitro: | Ubaldi (Roma 1) |

|                         |           |           |
| Gigliotti 25’ Gomez 44’ | Marcatori | 5’ Murano |

| Arbitro: | Centi (Terni) |

|                                 |           |                        |
| Marotta 73’ (rig.) Kubica 90+4’ | Marcatori | 18’, 79’ (rig.) Murano |

| Arbitro: | Vergaro (Bari) |

|            |           |                     |
| Murano 70’ | Marcatori | 75’ (rig.) Emmausso |

| Arbitro: | D'Eusanio (Faenza) |

|               |           |              |
| Viteritti 32’ | Marcatori | 48’ Albadoro |

| Arbitro: | Renzi (Pesaro) |

|                                     |           |  |
| De Cristofaro 56’ Santarcangelo 85’ | Marcatori |  |

| Arbitro: | Colaninno (Nola) |

|                 |           |                                   |
| Vano 14’ (rig.) | Marcatori | 27’ De Cristofaro 38’, 66’ Murano |

| Arbitro: | Arena (Torre del Greco) |

|                                            |           |              |
| De Cristofaro 4’ Murano 23’ Ceccarelli 29’ | Marcatori | 54’ Caturano |

| Arbitro: | Rinaldi (Bassano del Grappa) |

|  |           |                        |
|  | Marcatori | 29’, 69’, 90+4’ Vitali |

| Arbitro: | Calzavara (Varese) |

|                              |           |  |
| Murano 17’ Santarcangelo 59’ | Marcatori |  |

| Arbitro: | Perri (Roma 1) |

|  |           |           |
|  | Marcatori | 19’ Gilli |

| Picerno 8 dicembre 2023, ore 17:00 CET 17ª giornata | AZ Picerno        | 0 – 0 referto | Casertana | Stadio Donato Curcio (871 spett.)\| Arbitro: \| Turrini (Firenze) \| |
| Arbitro:                                            | Turrini (Firenze) |               |           |                                                                      |

| Arbitro: | Caldera (Como) |

|                   |           |                   |
| Bunino 68’ (rig.) | Marcatori | 63’ Santarcangelo |

| Arbitro: | Bordin (Bassano del Grappa) |

|  |           |                        |
|  | Marcatori | 50’ Piscopo 90+4’ Meli |

#### Girone di ritorno
| Arbitro: | Marotta (Sapri) |

|                                     |           |  |
| Maiorino 7’ Murano 59’ Esposito 81’ | Marcatori |  |

| Arbitro: | Crezzini (Siena) |

|                   |           |            |
| Romano 59’ (rig.) | Marcatori | 69’ Murano |

| Arbitro: | Arena (Torre del Greco) |

|           |           |  |
| Gallo 20’ | Marcatori |  |

| Arbitro: | Pezzopane (L'Aquila) |

|               |           |              |
| Caldore 90+4’ | Marcatori | 16’ Maiorino |

| Arbitro: | Cavaliere (Paola) |

|            |           |  |
| Murano 56’ | Marcatori |  |

| Arbitro: | Ancora (Roma 1) |

|  |           |                           |
|  | Marcatori | 8’ Murano 90+4’ Albertini |

| Picerno 15 febbraio 2024, ore 18:30 CET 26ª giornata | AZ Picerno           | 0 – 0 referto | Crotone | Stadio Donato Curcio (738 spett.)\| Arbitro: \| Costanza (Agrigento) \| |
| Arbitro:                                             | Costanza (Agrigento) |               |         |                                                                         |

| Arbitro: | Giaccaglia (Jesi) |

|               |           |                                  |
| Ceccarelli 6’ | Marcatori | 79’ (rig.) Ciciretti 80’ Carfora |

| Arbitro: | Lovison (Padova) |

|                        |           |                        |
| Emmausso 68’ Zunno 76’ | Marcatori | 20’, 41’ Santarcangelo |

| Picerno 3 marzo 2024, ore 18:30 CET 29ª giornata | AZ Picerno             | 0 – 0 referto | Monopoli | Stadio Donato Curcio (848 spett.)\| Arbitro: \| Grasso (Ariano Irpino) \| |
| Arbitro:                                         | Grasso (Ariano Irpino) |               |          |                                                                           |

| Arbitro: | Arena (Torre del Greco) |

|                         |           |  |
| Salines 42’ Rolando 47’ | Marcatori |  |

| Arbitro: | Leone (Barletta) |

|                                                             |           |            |
| Santarcangelo 39’ Albadoro 47’ Ciko 68’, 90+4’ Esposito 75’ | Marcatori | 57’ Eusepi |

| Arbitro: | Caldera (Como) |

|            |           |  |
| Armini 16’ | Marcatori |  |

| Arbitro: | Milone (Taurianova) |

|  |           |                           |
|  | Marcatori | 42’ Crecco 44’ Cortinovis |

| Arbitro: | Scatena (Avezzano) |

|                                                                             |           |            |
| Patierno 44’ (rig.), 54’ (rig.), 62’ Gori 56’ Frascatore 78’ Dall'Oglio 86’ | Marcatori | 66’ Biasol |

| Arbitro: | Ancora (Roma 1) |

|                       |           |                   |
| Murano 26’ Ciko 90+5’ | Marcatori | 52’ (rig.) Vuthaj |

| Arbitro: | De Angeli (Milano) |

|                                  |           |            |
| Curcio 45+1’ Montalto 81’ (rig.) | Marcatori | 58’ Murano |

| Picerno 21 aprile 2024, ore 20:00 CEST 37ª giornata | AZ Picerno       | 0 – 0 referto | Brindisi | Stadio Donato Curcio (459 spett.)\| Arbitro: \| Ursini (Pescara) \| |
| Arbitro:                                            | Ursini (Pescara) |               |          |                                                                     |

| Arbitro: | Burlando (Genova) |

|                                 |           |                          |
| Mignanelli 29’ Bellich 36’, 47’ | Marcatori | 3’ Murano 57’ D'Agostino |

### Play-off

#### Primo turno
| Arbitro: | Turrini (Firenze) |

|                               |           |  |
| Esposito 22’ D'Agostino 45+5’ | Marcatori |  |

#### Secondo turno
| Taranto 11 maggio 2024, ore 20:30 CEST Secondo turno | Taranto | – referto | AZ Picerno | Stadio Erasmo Iacovone |

### Coppa Italia Serie C
| Arbitro: | Pezzopane (L'Aquila) |

|                                        |                      |                                  |
| Diop 69’                               | Marcatori            | 19’ Samele                       |
| Maiorino Pitarresi Diop Gallo Esposito | Tiri di rigore 4 – 2 | Cianci Riggio Antonini De Santis |

| Arbitro: | Rispoli (Locri) |

|                                        |           |                     |
| Castellini 8’ Diop 19’ (aut.) Deli 80’ | Marcatori | 53’ Ciko 61’ Vitali |

## Statistiche

### Statistiche di squadra
| Competizione         | Punti         | In casa | In casa | In casa | In casa | In casa | In casa | In trasferta | In trasferta | In trasferta | In trasferta | In trasferta | In trasferta | Totale | Totale | Totale | Totale | Totale | Totale | DR  |
| Competizione         | Punti         | G       | V       | N       | P       | Gf      | Gs      | G            | V            | N            | P            | Gf           | Gs           | G      | V      | N      | P      | Gf     | Gs     | DR  |
| -------------------- | ------------- | ------- | ------- | ------- | ------- | ------- | ------- | ------------ | ------------ | ------------ | ------------ | ------------ | ------------ | ------ | ------ | ------ | ------ | ------ | ------ | --- |
| Serie C              | 58            | 19      | 9       | 7       | 3       | 27      | 12      | 18           | 6            | 6            | 6            | 24           | 25           | 37     | 15     | 13     | 9      | 51     | 37     | +14 |
| Coppa Italia Serie C | secondo turno | 1       | 0       | 1       | 0       | 1       | 1       | 1            | 0            | 0            | 1            | 2            | 3            | 2      | 0      | 1      | 1      | 3      | 4      | -1  |
| Totale               | 58            | 20      | 9       | 8       | 3       | 28      | 13      | 19           | 6            | 6            | 7            | 26           | 28           | 39     | 15     | 14     | 10     | 54     | 41     | +13 |

### Andamento in campionato
| Giornata  | 1 | 2 | 3 | 4 | 5 | 6 | 7 | 8 | 9 | 10 | 11 | 12 | 13 | 14 | 15 | 16 | 17 | 18 | 19 | 20 | 21 | 22 | 23 | 24 | 25 | 26 | 27 | 28 | 29 | 30 | 31 | 32 | 33 | 34 | 35 | 36 | 37 | 38 |
| --------- | - | - | - | - | - | - | - | - | - | -- | -- | -- | -- | -- | -- | -- | -- | -- | -- | -- | -- | -- | -- | -- | -- | -- | -- | -- | -- | -- | -- | -- | -- | -- | -- | -- | -- | -- |
| Luogo     | T | C | T | C | T | C | T | T | C | T  | C  | T  | C  | T  | C  | T  | C  | T  | C  | C  | T  | C  | T  | C  | T  | C  | C  | T  | C  | T  | C  | T  | C  | T  | C  | T  | C  | T  |
| Risultato | V | N | P | V | V | N | P | N | N | N  | V  | V  | V  | V  | V  | V  | N  | N  | P  | V  | N  | V  | N  | V  | V  | N  | P  | N  | N  | P  | V  | P  | P  | P  | V  | P  | N  | P  |
| Posizione | 6 | 5 | 9 | 4 | 3 | 3 | 6 | 9 | 9 | 10 | 6  | 4  | 4  | 2  | 2  | 2  | 2  | 2  | 3  | 3  | 2  | 2  | 2  | 2  | 2  | 2  | 2  | 3  | 3  | 4  | 3  | 4  | 4  | 5  | 5  | 6  | 6  | 6  |

Legenda:

Luogo: C = Casa; T = Trasferta. Risultato: V = Vittoria; N = Pareggio; P = Sconfitta.